# Ekonomiföreningen vid Linköpings universitet
Ekonomföreningen vid Linköpings universitet (ELIN) är studentsektionen för studenter på ekonomprogrammet, internationella ekonomprogrammet och fristående kurser i ekonomi vid Linköpings universitet. Föreningen startades 1971 och har idag ungefär 1000 medlemmar. Bland föreningens verksamheter finns försäljning av kurskompendier och märken till studentoverallerna.
Även om ELIN är en ideell förening debiteras medlemmarna på en engångsavgift som används för att finansiera till exempel gästföreläsningar. Föreningens styrelse, som kallas "styret", väljs av medlemmarna, som också har rösträtt på medlemsmöten. Styrelsen består av ordförandena i föreningens olika utskott, samt ordförande, vice ordförande, andre vice ordförande, intendent, IT-ansvarig, skattmästare, vice skattmästare och informationssekreterare.

## Utskotten
- Club (Ansvarar för livet utanför studierna)
- Marknadsföring (Ansvarar för marknadsföringen mot medlemmar, partners och framtida studenter. Utskottet ger även ut Drömmen; ELIN:s papperstidning som skickas hem till medlemmarna fyra gånger per år)
- Näringsliv (Sköter kontakter med näringslivet, till exempel gästföreläsningar och ex-jobb)
- Utbildning (Bevakar utbildningens kvalité)
- Staben (Sköter arbetet inom information, IT och förvaltning samt det löpande ekonomiska arbetet)
- Internationella utskottet (till exempel Bolognaprocessen och andra internationella bestämmelser som påverkar studierna)
- ELIN P
- Presidiet (Det styrande organet inom föreningen bestående av ordförande, 1:e vice ordförande och 2:e vice ordförande)

## Andra föreningar
Börsgruppen är ett samarbetsprojekt mellan ELIN och I-sektionen vid Linköpings universitet.
Föreningens målsättning är att väcka och utveckla studenters intresse för de finansiella marknaderna.
För att nå dessa mål anordnar Börsgruppen intressanta föreläsningar och utbildningar som är relaterade till finansvärlden. Dessa ges från nybörjar- till avancerad nivå. Börsgruppen anordnar även events så som studiebesök, finansresor, finansfrukostar samt aktivitetskvällar.
Föreningen består av en styrelse på sju personer samt över 3000 medlemmar.
Medlemskapet är gratis och innebär inga åtaganden.

### Finansdagarna
Finansdagarna är ett av de större evenemangen som Börsgruppen anordnar varje år i mars. Finansdagarna består av två dagar där näringslivet gästar universitetet i form av finansprofiler, aktiviteter, utbildningar och en mässa.

### Teamdagarna
Team är arbetsmarknadsmässan för studenter vid Linköpings Universitet som läser ekonomi eller industriell ekonomi. Evenemanget brukar äga rum i mitten av september varje år, under två dagar. Teamdagarna är ett samarbete mellan Ekonomföreningen ELIN och I-Sektionen.